# Casasia clusiifolia
Casasia clusiifolia là một loài thực vật có hoa trong họ Thiến thảo. Loài này được (Jacq.) Urb. mô tả khoa học đầu tiên năm 1908.